# Megaphobema robustum
Megaphobema robustum is een spinnensoort in de taxonomische indeling van de vogelspinnen (Theraphosidae). Het dier behoort tot het geslacht Megaphobema. De wetenschappelijke naam van de soort werd voor het eerst geldig gepubliceerd in 1875 door Ausserer.
De spin wordt aangetroffen in tropische regenwouden van Colombia en Brazilië, nabij moerassen. Ze kan 15 tot 20 cm lang worden en voedt zich met krekels, kleine hagedissen en muizen. Megaphobema robustum staat bekend als een eerder defensieve vogelspin.